# John Coker
John Michael Coker (Richland, 28 ottobre 1971) è un ex cestista statunitense, professionista nella NBA e in Europa.